# Maserati Sebring
Maserati Sebring (рус.  Мазера́ти Се́бринг) — легковой автомобиль класса Гран Туризмо выпускавшийся итальянской компанией Maserati с 1961 по 1969 год. Созданный на агрегатах модели 3500 GT, автомобиль производился в виде двух, отличавшихся внешне серий. Всего было изготовлено 598 автомобилей.

## Описание
На Женевском автосалоне 1962 года компания Maserati представила модель 3500GTI Coupé S, буква «S» в названии которой отсылала к гоночному треку Себринг во Флориде, где несколькими годами ранее была одержана важная победа на гоночном автомобиле Maserati 450S с Фанхио и Бера за рулём. Базировавшийся на укороченном шасси́ модели 3500GT Spyder, автомобиль так и стали назвать Sebring.
Его кузов с посадочной формулой 2+2 был создан Джованни Микелотти (англ. Giovanni Michelotti) в период его работы на фирме Vignale. Кузов был установлен на сваренной из труб раме, спереди у автомобиля применялась независимая пружинная подвеска на двух поперечных рычагах, сзади — мост на рессорах, тормоза всех колёс были дисковыми. Установленный спереди шестицилиндровый рядный двигатель был оборудован системой распределённого впрыска топлива производства фирмы Lucas.

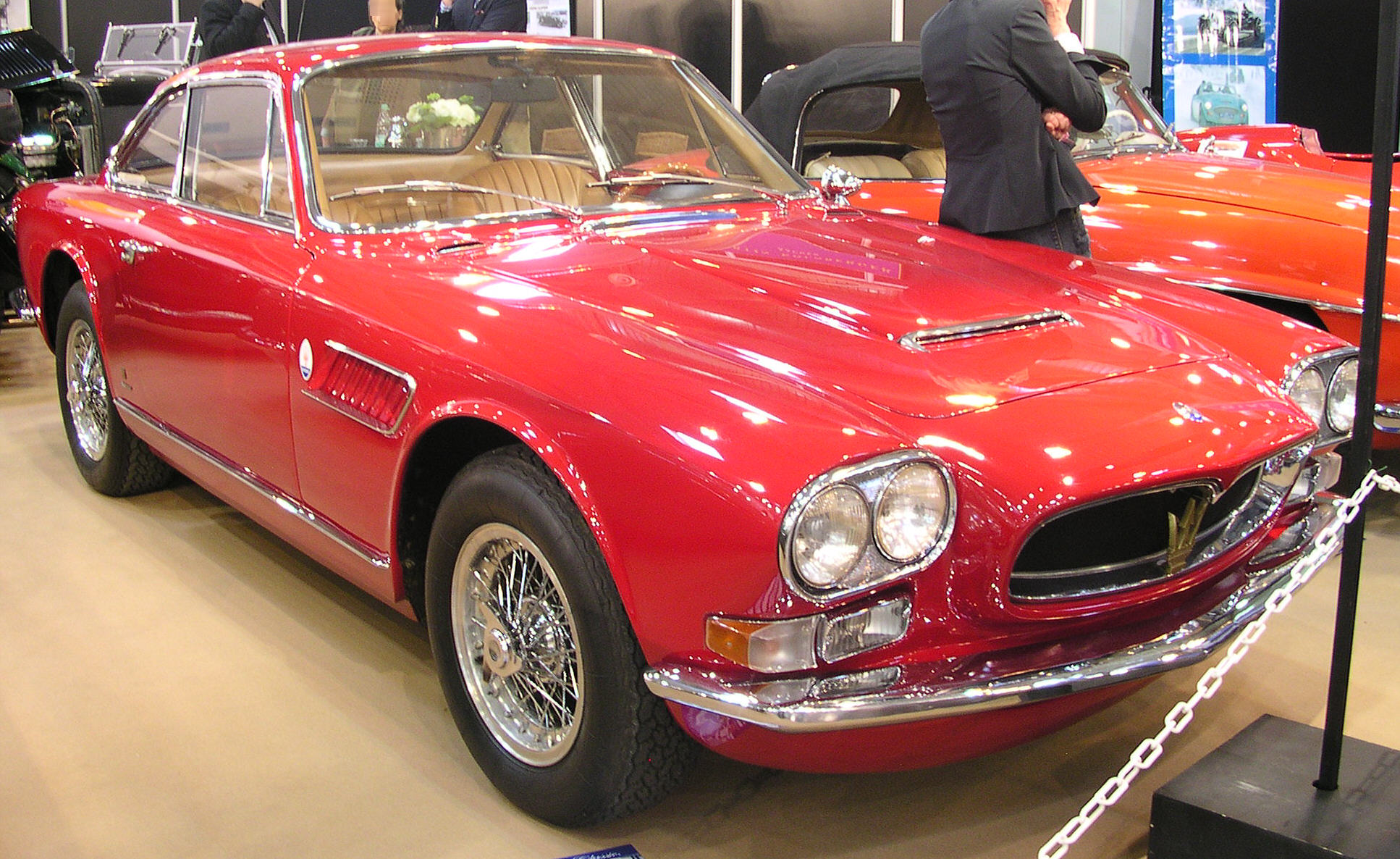
Sebring II

Автомобиль имел некоторые технические улучшения по сравнению с базовой моделью и, в целом, был «спортивнее». Автоматическая трансмиссия, кондиционер и колёса со спицами производства Borrani были доступны по заказу.
Для второй серии модель была немного обновлена: спереди были установлены сдвоенные фары в хромированном обрамлении, на капоте располагался другой формы воздухозаборник, вентиляционные отверстия на передних крыльях были расположены выше, а новые задние фонари стали подобны применявшимися на модели Quattroporte. На выбор предлагались, взятые от модели Mistral, более мощные двигатели рабочим объёмом 3,7 или 4,0 литра, что сделало автомобиль динамичнее.

## В популярной культуре
Модель автомобиля представлена в Maserati DLC для Car Mechanic Simulator 2015.